# Спирин, Денис Вадимович
Денис Вадимович Спирин (род. 6 февраля 1981, Шумерля, Чувашская АССР, РСФСР) — российский региональный (Чувашская Республика) предприниматель, банковский и муниципальный деятель. Кандидат экономических наук (2007).
Глава Администрации города Чебоксары (2021—2023); глава города Чебоксары (2023—2024).

## Биография
Денис Вадимович Спирин родился 6 февраля 1981 года в Шумерле в русской семье, когда его отец Спирин Вадим Алексеевич проходил срочную службу (1979-1981) в Вооружённых силах СССР. Мать — Галина Григорьевна Спирина (Кузовихина).
В 1998 году был принят на должность специалиста в ООО «Коммерческий банк «Мегаполис» (Чебоксары), в котором с 1996 года председателем правления значился его отец. В дельнейшем в этом банке занимал должности главного специалиста, помощника дополнительного офиса, начальника отдела, руководителя департамента. В 2004 года был членом Совета директоров банка, с 2005 года до июня 2006 года — заместитель председателя правления банка, в июне—октябре 2006 года — председатель правления банка. В ООО «Коммерческий банк «Мегаполис» работал до 2010 года.
В 2004 году окончил чебоксарский филиал Санкт-Петербургского государственного инженерно-экономического университета («Финансы и кредит», экономист). 30 мая 2007 года Денису Спирину в Чебоксарском кооперативном институте АНО ВПО Центросоюза Российской Федерации «Российский университет кооперации» была присвоена ученая степень кандидата экономических наук. В 2009 году окончил чебоксарский филиал АНО ВПО «Московский гуманитарно-экономический институт» («Юриспруденция», юрист).
В 2011 году значился советником управляющего администрации ОАО Банк «Открытие». С 2013 по 2016 год работал техническим директором ООО «Золотая звезда» (Чебоксары). С 2017 по 2020 год являлся генеральным директором ООО «Анастасия» (Чебоксары), которая занималась арендой помещений.
После ухода из банка Денис Спирин был также руководителем ООО «Динас» (Чебоксары), у которого в качестве основного вида деятельности значится аренда авто, производство строительно-монтажных работ.
В сентябре 2020 года Денис Спирин прошел в финал конкурса «Управленческая команда» (Чувашская Республика), 7 октября 2020 года был назначен заместителем министра экономического развития Чувашской Республики. 
В 2021 году получил диплом магистра в Чебоксарском кооперативном институте АНО ОВО «Российский университет кооперации» («Государственное муниципальное управление»).
25 ноября 2021 года назначен главой администрации города Чебоксары. 8 апреля 2024 года написал заявление об увольнении с должности главы города Чебоксары.

## Семья
Женат, двое детей. Жена - Анастасия Спирина.
Отец — Вадим Спирин Алексеевич (род. 2 июня 1960 в Шумерле Чувашской АССР) в 1992—1994 годах был заместителем главы администрации Чебоксар по вопросам ЖКХ, в 1995-1996 годах был президентом АОЗТ «Финансовая компания «Мегаполис» (Чебоксары), с 1996 года был председателем правления ООО Коммерческий банк «Мегаполис» (Чебоксары); являлся депутатом Государственного совета Чувашской Республики II созыва (1998-2003). Является собственником объектов коммерческой недвижимости в центре города Чебоксары (дом № 22 по улице Карла Маркса — региональный памятник архитектуры).
Мать — Галина Григорьевна Спирина (урожденная Кузовихина; 22 декабря 1959, Шумерля — 8 апреля 2015, Тель-Авив, Израиль; похоронена в Чебоксарах). Работала в органах управления ООО Коммерческий банк «Мегаполис».
Дед и бабушка (по матери) — Григорий Васильевич Кузовихин (род. 13 февраля 1931, Нижегородская область) и Валентина Александровна Кузовихина.
Сестра — Дарья Вадимовна Спирина. Работала в органах управления ООО Коммерческий банк «Мегаполис». На 2021 год — генеральный директор ООО  Торговый дом «Звезда» (Чебоксары).
Брат — Дмитрий Вадимович Спирин, индивидуальный предприниматель (2021, предоставление услуг парикмахерскими и салонами красоты). Работал в органах управления ООО Коммерческий банк «Мегаполис» (начальник юридического отдела, заместитель руководителя административного департамента). На 2021 год также — учредитель и генеральный директор чебоксарских фирм — ООО «Юлия» и ООО «Серебряная звезда».